# Bill Church
William "Bill" Church (9 de diciembre de 1946) es un músico de rock estadounidense, reconocido principalmente por su trabajo en la banda Montrose y en la carrera como solista de Sammy Hagar.

## Carrera
Inició tocando el bajo en una agrupación llamada Sawbuck en 1969, con Mojo Collins, Starr Donaldson, Ronnie Montrose y Chuck Ruff. Montrose y Church abandonaron Sawbuck para unirse a la banda de Van Morrison en su álbum Tupelo Honey. Cuando Montrose se reunió con Ruff para grabar el álbum They Only Come Out at Night de Edgar Winter Group, Church permaneció con Morrison y apareció en el disco Saint Dominic's Preview.
Cuando Montrose dejó la banda de Winter para formar su propia agrupación, Montrose, Church fue reclutado junto al cantante Sammy Hagar y al baterista Denny Carmassi para hacer parte del proyecto. Fue reemplazado en el segundo álbum de Montrose, Paper Money, por Alan Fitzgerald.
Cuando Hagar dejó Montrose para iniciar una carrera como solista, Church trabajó con él en ocho trabajos discográficos, desde Nine on a Ten Scale (1976) hasta VOA (1984), hasta el ingreso de Sammy a Van Halen.

## Discografía
- Sawbuck - Sawbuck (1971)
- Van Morrison - Tupelo Honey (1971)
- Van Morrison - Saint Dominic's Preview (1972)
- Montrose - Montrose (1973)
- Sammy Hagar - Nine on a Ten Scale (1976)
- Sammy Hagar - Sammy Hagar (1977)
- Sammy Hagar - Musical Chairs (1977)
- Sammy Hagar - Street Machine (1979)
- Sammy Hagar - Danger Zone (1979)
- Sammy Hagar - Standing Hampton (1981)
- Sammy Hagar - VOA (1984)
- Sammy Hagar - Marching To Mars (1997)
- Van Morrison - The Philosopher's Stone (1998)
- the DHC band- the DHC band (2011)